# Lac de l’Orrenaye
Der Lac de l’Orrenaye ist ein See im französisch-italienischen Grenzbereich im Département Alpes-de-Haute-Provence.  

## Geographie
Der Lac de l’Orrenaye liegt etwa 30 km westlich der italienischen Stadt Cuneo oder 25 Kilometer nordöstlich der französischen Stadt Barcelonnette.
Der See ist am schnellsten erreichbar von der D900 von Barcelonnette Richtung Col de Larche. Etwa einen Kilometer vor der Passhöhe führt auf der linken Seite in nördlicher Richtung ein Weg zum See hinauf. Er führt zunächst links am Bach l’Orrenaye vorbei. Geht man zum Pass Col de Ruburent (2496 m) weiter, liegt auf der italienischen Seite der Lac de Ruburent (2426 m).